# 息屏显示
息屏显示（英語：Always on Display），也作熄屏显示，是一种智能手机功能，可以在手机处于待机状态时显示有限的信息。 它在Android及Apple手机上广泛可用。 在某些Android手机上，根据其顯示方式和行为，该功能可能被称为“环境显示”或“活动显示”。 根据设计，该功能可以作为LED提示灯的替代或补充功能。

## 概览
启用了息屏显示后，手机的屏幕的一部分在待机状态下保持启动状态 。与LED提示灯以闪烁的方式提醒用户检查消息或通知不同，息屏显示一经设置，便可在默认情况下显示时间，日期和电池状态等信息。也可由用户配置为通知到来时进行提醒，或是持续运行屏幕保护程序 。 
当前的Android手机在此功能上都有不同的实现。通知到达时，某些手机会短暂启动息屏显示，然后关闭屏幕。某些手机会让屏幕处于关闭状态以节省电池电量，仅在通知到达时启动屏幕，并且在关闭或阅读通知前始终开启。根据制造商的支持情况，息屏显示可能不支持所有应用程序，而是仅支持预设应用程序或流行的应用程序，或者可能支持所有第三方应用程序，但需要自行开启。 
某些手机中，息屏显示还可被配置为通过单击或双击屏幕，作出手势或拿起电话来启动。

## 历史
息屏显示由诺基亚于2009年在諾基亞N86 8MP上首次引入。2010年该技术被下一代采用AMOLED 屏幕的Symbian手机（诺基亚N8，C7，C6-01和E7）广泛采用。 2013年，它与诺基亚Glance螢幕应用程序一起成为大多数诺基亚Lumia Windows Phone手机的标准功能。  此功能后来在Android手机上逐渐普及。

## 电池续航影响
尽管三星Galaxy S7系列手机以及使该功能再次流行的的手机均具有可以关闭黑色像素的AMOLED屏幕，息屏显示功能仍会消耗额外电量。 在当今的AMOLED手机显示屏上，仅有少部分像素需要开启，但需要连续移动它们以防止烧屏 。彩色显示，传感器和处理器都在启用息屏显示时消耗电量，总共导致额外的约3%电池消耗。  
一般而言，使用LCD屏幕的手机即使屏幕的一部分显示信息，也必须启动全部背光灯。因此与通知LED提示灯相比，此功能会额外增加功耗。所以曾經有使用LCD手機的屏幕把其中一小部分背光燈加上第二個背光控制器以實現此功能。
通常，仅当有通知时才打开屏幕的Ambient显示解决方案会保持打开状态，而在关闭通知时将其关闭会消耗最少的电池电量，同时在需要时仍会引起用户的注意，与Always-On-Display（显示器）上，即使没有通知，它也将始终保持屏幕显示一些信息。 由于日期和时间比电池状态或通知不那么重要，后者可能需要用户立即关注，因此可以在许多基于应用的实现中自定义AOD，使其仅显示通知或有选择地选择显示内容。

## iOS的Always on Display

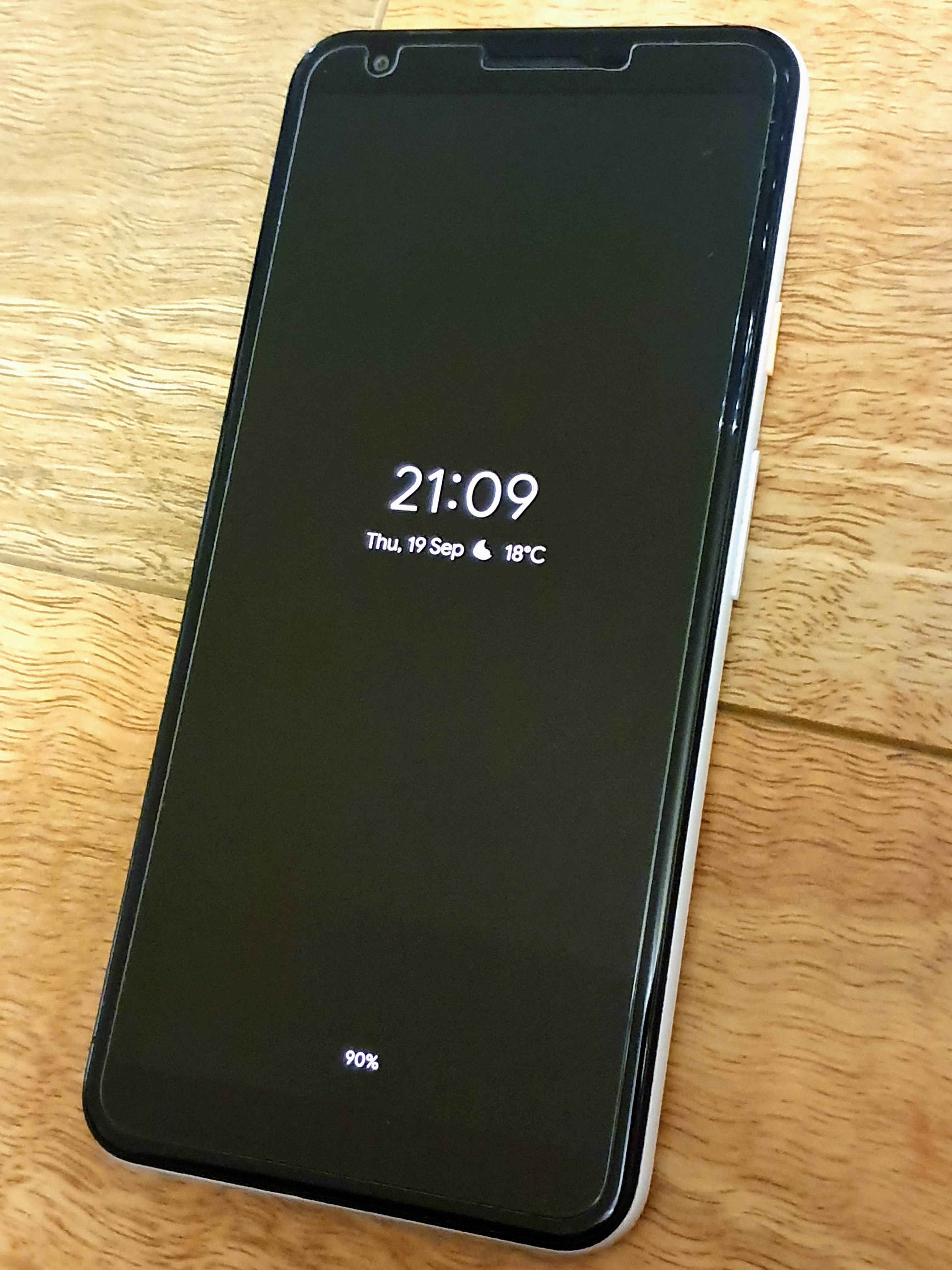
开启息屏显示的Pixel 3a XL

iOS系統於iPhone 14 Pro系列上加入了Always on Display功能，但其顯示的模式與Android系統的黑底僅顯示時鐘和部份通知截然不同。進入Always on Display時會呈現暗化的鎖定螢幕畫面（部份內建的鎖定畫面會有不同的效果），時鐘和通知均保持在原位不移動，上滑可直接進行Face ID解鎖。

## 预定开/关时间
在某些手机中，可以在接近传感器的帮助下将息屏显示功能设置为按计划打开和关闭，例如在晚上或放在口袋中时关闭。 同样，某些手機在大多数情况下都保持屏幕关闭，但仅在出现通知时亮起，而其他任何都不亮，并且一旦用户确认或关闭了通知，屏幕就会再次关闭。 